# Rødberg Station
Rødberg Station (Rødberg stasjon) var en jernbanestation på Numedalsbanen, der lå ved byområdet Rødberg i Nore og Uvdal kommune i Norge. Rødberg var endestation for Numedalsbanen, der udgik fra Kongsberg. 
Stationen åbnede for ekspedition af tog, passagerer og gods, da banen blev taget i brug 20. november 1927. Al trafik på banen mellem Rollag og Rødberg blev indstillet 1. januar 1989, hvorved stationen blev nedlagt.
Stationsbygningen var oprindeligt en kontorbygning for vandkraftværket Nore kraftanlegg, hvis anlæggelsen også var årsagen til at banen blev anlagt helt til Rødberg. Udover stationsbygningen har stationen også drejeskive og remise.